# Slatinský potok (přítok Váhu)
Slatinský potok je potok na středním Pováží, protékající územím okresu Púchov. Je to levostranný přítok Váhu, měří 11,7 km a je vodním tokem III. řádu. Někdy se nazývá také Podhradie.

## Pramen
Pramení v Strážovských vrších, v Mojtínském krasu, na území obce Mojtín v nadmořské výšce přibližně 615 m n. m. 

## Popis toku
Od pramene teče převážně severozápadním směrem úžinou Tretích vrat, pak přes krasovou oblast s skalnatými stěnami severozápadně od obce Mojtín, přičemž teče hluboko zaříznutou dolinou a zleva přibírá přítok ze severovýchodního svahu Rohaté skály (866,0 m n. m.). Následně opouští krasovou oblast přes soutěsku Druhých vrat, protéká přes chatovou osadu a zleva přibírá Mraznicu. Dále přibírá pravostranný přítok z oblasti Podmalenice a vzápětí i levostranný přítok ze severovýchodního svahu Svinorného (604,3 m n. m.). Potom zleva přibírá přítok z jihovýchodního úpatí Butkova (764,5 m n. m.), pokračuje více severoseverozápadním směrem a znovu prořezává skalní masiv v podcelku Trenčianska vrchovina, přičemž vytváří tzv. Belušská vrata, soutěskovitý průlom ve vápencích Manínského příkrovu (v nejužší části široký pouze 10 m). Po jeho opuštění přibírá pravostranný přítok pramenící západně od osady Podmalenica a protéká osadou Belušské Slatiny, v podcelku Podmanínská pahorkatina), kde zleva přibírá krátký přítok ze severovýchodního úpatí Butkova a termální minerální prameny (přirozené i ze dvou vrtů). Potom teče na krátkém úseku na sever, stáčí se na severozápad, vstupuje do výběžku Ilavské kotliny a teče přes osadu Čerencové, kde zprava přibírá přítok z oblasti samoty Jurové. Následně se stáčí západoseverozápadním směrem, podtéká dálnici D1 i silnici I/61 a protéká jižní částí intravilánu obce Beluša, místní částí Hloža. Zde se z něj odděluje zleva boční rameno - Hložský potok, tekoucí na jihojihozápad souběžně se železniční tratí k silnici z Podhorie do Ladců, kde zleva přijímá Podhorský potok, následně se stáčí na západoseverozápad a ústí na území Ladců do Nosického kanálu. 

## Ústí
Hlavní tok dále podtéká železniční trať Bratislava - Žilina, z pravé strany přibírá vedlejší rameno Pružinky a podtéká Nosický kanál. Nakonec se stáčí na jihozápad a v nadmořské výšce cca 245 m n. m. se vlévá do řeky Váh.